# Ses plus belles histoires
Ses plus belles histoires è un album di raccolta della cantante canadese Isabelle Boulay, pubblicato nel 2002.
Il disco contiene tra l'altro tre cover (Les ailes des hirondelles, Perce les nuages e Vole colombe) e un inedito (Sans toi).

## Tracce
1. La lune
2. J'ai mal à l'amour
3. Le saule
4. Le ailes des hirondelles
5. Les yeux au ciel
6. Et mon coeur en prend plein la gueule
7. Le banc des délaissés
8. Je t'oublierai, je t'oublierai
9. Parle-moi
10. Sans toi
11. J'enrage
12. Perce les nuages
13. Tombée de toi
14. Un jour ou l'autre
15. Jamais assez loin
16. Vole colombe